# Bystrogorskij
Bystrogorskij (ros. Быстрогорский) – osiedle w Rosji, w obwodzie rostowskim, w rejonie tacyńskim. W 2010 liczyło 3578 mieszkańców.